# Municipio de Catharine
El municipio de Catharine (en inglés: Catharine Township) es un municipio ubicado en el condado de Blair en el estado estadounidense de Pensilvania. En el año 2000 tenía una población de 758 habitantes y una densidad poblacional de 9.5 personas por km².

## Geografía
El municipio de Catharine se encuentra ubicado en las coordenadas 40°32′00″N 78°14′29″O / 40.53333, -78.24139.

## Demografía
Según la Oficina del Censo en 2000 los ingresos medios por hogar en la localidad eran de $38,125 y los ingresos medios por familia eran $41,797. Los hombres tenían unos ingresos medios de $31,103 frente a los $21,797 para las mujeres. La renta per cápita para la localidad era de $18,175. Alrededor del 7,3% de la población estaban por debajo del umbral de pobreza.